# باشگاه فوتبال شهدای بابلسر
باشگاه فوتبال شهدای بابلسر یکی از باشگاه‌های فوتبال در استان مازندران ایران است. این تیم در شهر بابلسر بنیان‌گذاری شده است. این باشگاه هم‌اکنون در لیگ دسته سوم فوتبال ایران بازی می‌کند.